# Astragalus stevenianus
Astragalus stevenianus es una  especie de planta herbácea perteneciente a la familia de las leguminosas. Es originaria de Asia.
Es una planta herbácea perennifolia, originaria de Asia, distribuyéndose por Azerbaiyán, Georgia, Turquía, Irán, Mongolia y Rusia.

## Sinonimia
- Astragalus achtalensis Conrath & Freyn
- Astragalus applicatus Boriss.
- Astragalus conrathii Freyn
- Astragalus dahuricus Koch
- Astragalus davuricus (Pall.) DC.
- Astragalus ispirensis Boiss.
- Astragalus junceus Ledeb.
- Astragalus kochianus Sosn.